# 再使用型ロケット実験機 (本田技研工業)
再使用型ロケット実験機は本田技研工業および本田技術研究所の開発した再使用ロケットの実験機。

## 概要
本田技術研究所は親会社の本田技研工業が2021年に発表した新領域へのチャレンジに基づき、再使用型小型ロケットの開発を開始した。2024年、北海道広尾郡大樹町の北海道スペースポート隣接エリアにHonda専用実験設備を建設し、エンジン燃焼実験に着手した。2025年6月17日、再使用ロケットの離着陸実験に日本の民間企業として初めて成功した。

## 打ち上げ実験
| 日時                  | 射場                                 | 飛行時間 | 到達高度 | 結果 | 備考               | 出典  |
| --------------------- | ------------------------------------ | -------- | -------- | ---- | ------------------ | ----- |
| 2025年6月17日16時15分 | 北海道広尾郡大樹町 Honda専用実験設備 | 56.6秒   | 271.4m   | 成功 | 着地位置の誤差37cm | [ 4 ] |